# Spy (film 2013)
Spy (스파이?, Seu-pa-iLR), conosciuto anche con il titolo internazionale The Spy: Undercover Operation, è un film del 2013 diretto da Lee Seung-jun.

## Trama
Uno dei migliori agenti segreti sudcoreani, Chul-hoo, si è sposato con la hostess Young-hee, la quale ritiene che il marito sia un semplice impiegato. All'uomo viene in seguito assegnata una missione che lo porta a Bangkok, dove scorge sua moglie: temendo che la donna lo tradisca, cerca di "conciliare" lavoro e vita privata.

## Distribuzione
In Corea del Sud, la pellicola è stata distribuita a partire dal 5 settembre 2013.